# Matti Niemi
Matti Juhani Niemi (ur. 6 czerwca 1937 w Viljakkala) – fiński wioślarz, brązowy medalista olimpijski.
Wystąpił na igrzyskach olimpijskich w Melbourne w 1956, gdzie Finowie w składzie: Kauko Hänninen, Reino Poutanen, Veli Lehtelä, Toimi Pitkänen i Matti Niemi (sternik) zdobyli brązowy medal w czwórkach ze sternikiem. W wyścigu finałowym o 11,5 sekundy wyprzedzili ich Włosi, a o 8,5 sekundy lepsi byli Szwedzi. Był to jego jedyny start olimpijski
W czwórkach ze sternikiem zdobył też złoty medal na mistrzostwach Europy w Bledzie (1956). Ponadto zdobył srebrny medal w dwójkach ze sternikiem na mistrzostwach Europy w Gandawie (1955).